# Fritz Brack
Fritz Brack (* 24. April 1896 in Hamburg; † 20. Jahrhundert) war ein deutscher Politiker (KPD). Er war Mitglied des Landtages des Freistaates Mecklenburg-Strelitz.

## Leben
Brack lebte als Landarbeiter in Menzenberg (Grieben). 1920 trat er der KPD bei und leitete die KPD-Ortsgruppe Schönberg (Mecklenburg). Von 1932 bis 1933 war er Abgeordneter des Landtages von Mecklenburg-Strelitz. Nach der „Machtergreifung“ der Nationalsozialisten 1933 wurden die drei Landtagsabgeordneten der KPD Brack, Willi Schultz und Adolf Giese ihrer rechtmäßigen Mandate beraubt. Brack wurde verhaftet und in „Schutzhaft“ genommen. Er war bis November 1933 im KZ Oranienburg inhaftiert. Wegen illegaler Tätigkeit für die KPD wurde im November 1934 erneut verhaftet und im April 1935 zu einem Jahr und neun Monaten Gefängnis verurteilt.
Über sein weiteres Schicksal ließ sich nichts ermitteln.